# Pam Wittes
Pam Wittes – amerykańska brydżystka, World Life Master (WBF).

## Wyniki brydżowe

### Zawody światowe
W światowych zawodach zdobyła następujące lokaty:
| Mistrzostwa Świata. Konkurencja teamów | Mistrzostwa Świata. Konkurencja teamów | Mistrzostwa Świata. Konkurencja teamów | Mistrzostwa Świata. Konkurencja teamów | Mistrzostwa Świata. Konkurencja teamów | Mistrzostwa Świata. Konkurencja teamów |
| Rok                                    | Miejsce                                | Zawody                                 | Kategoria                              | Drużyna                                | Pozycja                                |
| -------------------------------------- | -------------------------------------- | -------------------------------------- | -------------------------------------- | -------------------------------------- | -------------------------------------- |
| 2010                                   | Filadelfia                             | 13. Seria Mistrzostw Świata            | Kobiety                                | Eisenberg                              | 9                                      |
| 2009                                   | São Paulo                              | 39. Mistrzostwa Świata Teamów          | Kobiety                                | USA 2                                  | 4                                      |
| 2005                                   | Estoril                                | 37. Mistrzostwa Świata Teamów          | Kobiety                                | USA 2                                  | 5                                      |
| 2003                                   | Monte Carlo                            | 36. Mistrzostwa Świata Teamów          | Kobiety                                | USA 2                                  | 4                                      |
| 2002                                   | Montreal                               | 11. Mistrzostwa Świata                 | Kobiety                                | Mancuso                                | 9                                      |
| 1998                                   | Lille                                  | 10. Mistrzostwa Świata                 | Kobiety                                | Wei-Sender                             | 9                                      |
| 1991                                   | Jokohama                               | 30. Mistrzostwa Świata Teamów          | Kobiety                                | USA 1                                  | 4                                      |

| Mistrzostwa Świata. Konkurencja par | Mistrzostwa Świata. Konkurencja par | Mistrzostwa Świata. Konkurencja par | Mistrzostwa Świata. Konkurencja par | Mistrzostwa Świata. Konkurencja par | Mistrzostwa Świata. Konkurencja par |
| Rok                                 | Miejsce                             | Zawody                              | Kategoria                           | Partner                             | Pozycja                             |
| ----------------------------------- | ----------------------------------- | ----------------------------------- | ----------------------------------- | ----------------------------------- | ----------------------------------- |
| 2002                                | Montreal                            | 11. Mistrzostwa Świata              | Kobiety                             | Renee Mancuso                       | 70                                  |
| 1990                                | Genewa                              | 8. Mistrzostwa Świata               | Miksty                              | Jon Wittes                          | 7                                   |
| 1990                                | Genewa                              | 8. Mistrzostwa Świata               | Kobiety                             | Randi Montin                        | 13                                  |
| 1986                                | Miami Beach                         | 7. Mistrzostwa Świata               | Miksty                              | Jon Wittes                          | 1                                   |

## Klasyfikacja
- Pam Wittes – klasyfikacja WBF (ang.)